# Distretto di Almirante
Il distretto di Almirante è un distretto di Panama situato nella provincia di Bocas del Toro. È stato istituito nel 2015 mediante scorporo dal distretto di Changuinola.

## Suddivisioni amministrative
Il distretto comprende 6 comuni:
- Almirante
- Nance del Risco
- Valle del Risco
- Valle de Agua Arriba
- Barriada Guaymí
- Barrio Francés